# Unparteiische Kritiken
Unparteiische Kritiken ("Critiche imparziali") op. 442, è una polka-mazurka di Johann Strauss II.
Dopo quattro lunghi anni di gestazione e dopo numerosi rinvii, la lungamente attesa opera di Johann Strauss, Ritter Pasman  (Cavaliere Pasman), debuttò al Wiener Hof-Operntheater (Teatro dell’opera di corte di Vienna) il 1º gennaio 1892.
Nei giorni che seguirono il debutto, le recensioni della stampa viennese, per la maggior parte dei casi, furono negative. Addirittura il giorno stesso della prima, per esempio, il Fremden-Blatt aveva definito la nuova opera di Strauss come:
(Fremden-Blatt)
Nell'edizione del 3 gennaio 1892, il giornale scrisse:
(Fremden-Blatt)
Il compositore non gradì il vedere la sua opera tanto aggredita da parte della stampa, e fu profondamente ferito dalla recensione del critico Eduard Hanslick apparsa sulla Neue Freie Presse, il 3 gennaio. Ferito nel suo orgoglio, così Johann Strauss, espresse il suo disprezzo per i critici musicali in una lettera all'amico Gustav Lewy:
(Johann Strauss)
Per ciò che riguarda Ritter Pasman, Strauss era risentito soprattutto poiché il suo lavoro era stato giudicato più come la nuova operetta del re del valzer viennese, piuttosto che come una vera e propria opera del repertorio contemporaneo. Tale senso di ingiustizia bruciava ancora nell'animo del compositore quando eseguì la sua polka-mazurka, scritta come omaggio per l'annuale ballo dell'associazione degli autori e giornalisti viennesi Concordia, che si tenne nella Sofienbad-Saal il 22 febbraio 1892. Strauss, per sottolineare il proprio rancore, intitolò il suo nuovo pezzo Unparteiische Kritiken (Critiche imparziali). Anche se il comitato del ballo Concordia era a conoscenza del personale riferimento, chiaramente espresso nel titolo scelto da Strauss, non disse nulla, e Unparteiische Kritiken venne eseguita accanto alle composizioni di altri undici compositori comprese nel programma del ballo.
Durante la notte del ballo fu Eduard Strauss, che diresse l'orchestra di famiglia, a dare prima esecuzione della polka del fratello, e il lavoro ottenne un grande successo. Strauss inviò a tempo debito la partitura di Unparteiische Kritiken al suo editore di Berlino, Fritz Simrock. Circa due settimane prima del ballo, il 5 febbraio 1892, Strauss scrisse a Simrock:
(Johann Strauss)
Le recensioni dei critici si erano rivelate mortali per l'unica opera di Strauss. Il 18 marzo 1892, dopo solo nove rappresentazioni, l'opera uscì dal repertorio.
Eduard Hanslick inizialmente non sembrò avere alcuna reazione verso il titolo scelto da Strauss per la sua composizione. Più tardi, tuttavia, dopo la pubblicazione dell'edizione per pianoforte della polka-mazurka, sulla cui copertina era raffigurata la figura femminile bendata della giustizia, Hanslick si sentì molto offeso. Non trovando però il coraggio di confessare a Strauss la propria contrarietà, si limitò ad informare l'editore Simrock, che tuttavia si limitò a trovare l'episodio molto divertente.